# Christopher Rostius
Christopher Rostius, född 10 september 1620 i Dachwig, Thüringen, död 24 mars 1687 i Malmö, var en tysk polyhistor och professor.
Christopher Rostius var son till stadskämnern i Dachwig, senare prefekten i Büßleben Johannes Rostius. Han studerade vid Rostocks universitet 1642–1646 och vid Sorø Akademi i Danmark 1647–1649 samt vid Leidens och Utrechts universitet 1649. Han utövade en tid läkarpraktik i Hamburg och fick snart så stort anseende, att han kallades till arkiater hos den danske ståthållaren i Norge Hannibal Sehested, vilket han dock avböjde. 1650 blev han stadsfysikus i Helsingör och 1657 medicine doktor i Leiden. Rostius förordnades 1658 till generalguvernementsmedikus i Skåne och 1664 därtill lektor i grekiska vid Lunds gymnasium. Vid inrättandet av Lunds universitet utnämndes han, med bibehållande av befattningen som generalguvernementsmedikus, till den förste professorn i praktisk medicin med arkiaters namn. 1668–1676 var han även universitetets bibliotekarie och vårterminen 1669 dess rektor. Som universitetets representant deltog han i riksdagen 1672. Krigsutbrottet med Danmark 1676 medförde att undervisningen lades ned, och vid dess återupptagande 1682 återgick Rostius inte till sin tjänst som professor. Till sin död fortsatte han dock sin 1664 startade läkarverksamhet i Malmö. Rostius åtnjöt högt anseende som en utmärkt lärare och som mångsidigt lärd. Hela sin boksamling omfattande 486 arbeten testamenterade han 1687 till Lunds universitet. Donationen blev ett värdefullt tillskott till universitetsbiblioteket, som då endast bestod av 356 band och "några gambla munkeböcker". I Rostius donation ingick även hans herbarium, som utgör Nordens äldsta bevarade växtsamling. Herbariet daterar sig från 1610 och har inte samlats av Rostius men torde han använts av honom i den akademiska undervisningen. Samlingen innehåller 372 växter, möjligen från den botaniska trädgården i Leiden.